# 細谷村
細谷村（ほそやむら）は、かつて愛知県渥美郡にあった村。
現在の豊橋市の一部（細谷町・西山町・東細谷町など）に該当する。

## 歴史
- 1878年（明治11年） - 上細谷村、下細谷村、小島村、小松原村、寺沢村、西七根村、東七根村が合併し、五並村となる。
- 1884年（明治17年） - 五並村が分割され、上細谷村、下細谷村、小島村、小松原村、寺沢村、七根村[1]となる。
- 1889年（明治22年）10月1日 - 上細谷村、下細谷村が合併し、細谷村が発足。
- 1906年（明治39年）7月1日 - 大川町、谷川村、小沢村と合併し、二川町が発足。同日細谷村は廃止。

## 教育
- 細谷尋常高等小学校（現・豊橋市立細谷小学校）